# Lepidophyllum cupressiforme
Lepidophyllum cupressiforme es una especie de planta fanerógama en la familia de las asteráceas. Es originaria de Chile.

## Taxonomía
Lepidophyllum cupressiforme fue descrita por (Lam.) Cass.  y publicado en Bulletin de la Societe Philomatique de Paris 1816: 199. 1816.
Sinonimia
- Athanasia cupressiformis Comm. ex DC.
- Baccharis cupressiformis (Lam.) Pers.
- Brachyridium cupressiforme (Cass.) Meisn.
- Conyza cupressiformis Lam. basónimo
- Gutierrezia cupressiformis (Lam.) Sch.Bip.[4]